# شوابوو
شوابوو (به لاتین: Švábov) یک منطقهٔ مسکونی در جمهوری چک است که در ناحیه ییهلاوا واقع شده‌است. شوابوو ۵ کیلومتر مربع مساحت و ۸۳ نفر جمعیت دارد و ۵۸۴ متر بالاتر از سطح دریا واقع شده‌است.